# Casas del Puerto
Casas del Puerto – gmina w Hiszpanii, w prowincji Ávila, w Kastylii i León, o powierzchni 22,14 km². W 2011 roku gmina liczyła 105 mieszkańców.